# Die totale Therapie
Die totale Therapie ist eine deutsch-österreichischer Film aus dem Jahre 1996, der eine Mischung aus Thriller und Satire darstellt.

## Handlung
Der charismatische Psychiater Dr. Roman Romero hat eine neue Form der Gruppentherapie entwickelt, die er als „Shirvia“ bezeichnet. Diese soll das Ich von jenen Faktoren befreien, die die Menschen daran hindern, sich voll zu entfalten.
Auf einem entlegenen Landgut in der Nähe von St. Pölten treffen sich daraufhin neun verschiedene Frauen und Männer zu einem zweiwöchigen Selbsterfahrungskurs. Sie geraten mehr und mehr in den Bann der Therapie – und beginnen sich zu verändern. Nach einer Woche wird Dr. Romero plötzlich ermordet aufgefunden, und es beginnt eine panische Suche nach dem Täter. Am Ende ist nur noch ein einziger Seminarteilnehmer am Leben.

## Produktion
Produziert wurde der Film von der Prisma Film- und Fernsehproduktion GmbH (Wien). Der Erstverleih des Films fand durch die Neue Visionen Filmverleih GmbH (Berlin) statt.

## Rezeption
Die Kritik fiel überwiegend positiv aus.
Titus Beile lobte auf der Seite Spielfilm.de, Die totale Therapie sei „ein mit schonungsloser Härte inszenierter Psychothriller und ein schaler Abgesang auf eine Welt, die aus den Fugen geraten ist und krampfhaft nach dem verlorengegangenen Ideal einer Normalität sucht. Zweifellos: Ein Film der Extraklasse!“
Claus Löser schrieb auf dem Online-Portal Filmdienst: „Der Film ist ein vor Einfällen überquellendes Debüt, das Material für ein halbes Dutzend Filme beinhaltet. Dass es mit zwei Stunden Laufzeit einerseits vermessen erscheint, andererseits aber nie peinlich wird, ist dem bei aller Ausuferung der souveränen Arbeit des Regisseurs zu danken. Angefangen bei der Staffelung seiner Personage über die adäquate Besetzung der Rollen bis hin zur Organisation der Handlung behält Christian Frosch nicht nur die Kontrolle, sondern vermag zudem stets mit Überraschungen aufzuwarten. Schon der Einfall, dem Avantgarde-Musiker Blixa Bargeld zu einer ersten tragenden Rolle zu verhelfen, stellt sich als Glücksfall heraus.“
Simone Mahrenholtz bemerkte im Spiegel, der Film sei „beißend komisch und mutiert dann auch noch zum Splatterkino“.
Cinemas Urteil fiel ähnlich aus. Dort ist zu lesen: „In seinem Spielfilmdebüt kredenzt uns der Österreicher Christian Frosch eine Melange aus schwarzem Humor, Splatter und Gesellschaftskritik.“

## Auszeichnung
- 1994: Carl-Mayer-Drehbuchwettbewerb, Förderungspreis